# 5382 McKay
5382 McKay (1991 JR2) là một tiểu hành tinh vành đai chính được phát hiện ngày 8 tháng 5 năm 1991 bởi Robert H. McNaught ở Đài thiên văn Siding Spring.